# Anomala tessellatipennis
Anomala tessellatipennis är en skalbaggsart som beskrevs av Blanchard 1851. Anomala tessellatipennis ingår i släktet Anomala och familjen Rutelidae. Inga underarter finns listade i Catalogue of Life.